# Era Vulgaris
Era Vulgaris är det amerikanska hårdrockbandet Queens of the Stone Ages femte studioalbum, utgivet 2007. 
Albumet nådde som bäst 14:e plats på albumlistan i USA och 7:e plats i Storbritannien.

## Låtlista
1. "Turnin' on the Screw" - 5:20
2. "Sick, Sick, Sick" - 3:35
3. "I'm Designer" - 4:04
4. "Into the Hollow" - 3:42
5. "Misfit Love" - 5:40
6. "Battery Acid" - 4:06
7. "Make It Wit Chu" - 4:50
8. "3's & 7's" - 3:34
9. "Suture Up Your Future" - 4:37
10. "River in the Road" - 3:20
11. "Run, Pig, Run" - 4:39